# آلفرد برندل
سِر آلفرِد برِندل (به آلمانی: Alfred Brendel) (زادهٔ ۵ ژانویهٔ ۱۹۳۱) نوازندهٔ پیانو، شاعر، و نویسندهٔ اهل اتریش است که بیشتر به خاطر اجراهای متبحرانه‌اش از آثار موتسارت، شوبرت، شونبرگ، و به‌ویژه بتهوون شهرت دارد.